# 基瓦利克地区

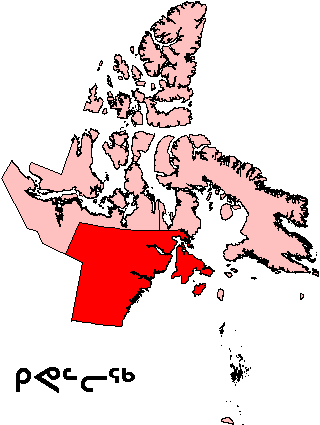

基瓦利克地区（英語：Kivalliq Region，/kɪˈvælɪk/）是加拿大努纳武特的一个行政区，辖有加拿大大陆哈德逊湾西岸部分，以及南安普顿岛、科茨岛，政府所在地为兰京海口(Rankin Inlet) (2,358人)。该区总面积为445,109.37 km2 (171,857.69 sq mi)，总人口8,348。